# Teucholabis meridiana
Teucholabis meridiana är en tvåvingeart som beskrevs av Frederick Askew Skuse 1890. Teucholabis meridiana ingår i släktet Teucholabis och familjen småharkrankar. Inga underarter finns listade i Catalogue of Life.